# Винбу, Альбин
Альбин Эрик Винбу (швед. Albin Eric Winbo; род. 27 октября 1997) — шведский футболист, полузащитник клуба «Варберг».

## Клубная карьера
Является воспитанником «Варбергс ГИФ», в которой прошёл путь от детской команды до основной. В его составе в 2013 году начал взрослую карьеру, в пятнадцатилетнем возрасте дебютировав в матче четвертого шведского дивизиона с «Ринией», в котором забил один из девяти мячей своей команды.
В ноябре 2016 года перешёл в «Твоокер», выступающий во втором дивизионе. В первом же сезоне в новом клубе Винбу принял участие в 26 матчах и забил девять голов. В итоговой турнирной таблице «Твоокер» занял первое место в турнирной таблице и вышел в первый дивизион.
26 ноября 2019 года Винбу стал игроком «Варберга», завоевавшего по результатам сезона право выступать в Алльсвенскане. Впервые в чёрно-зелёной футболке появился на поле 1 марта 2020 года в игре группового этапа кубка страны с «Сундсваллем», появившись на поле в стартовом составе. 15 июня 2020 года дебютировал за клуб в чемпионате Швеции, появившись с первых минут на гостевую встречу с «Хельсингборгом». На 70-й минуте он уступил место южноафриканцу Люку Ле Ру.

## Клубная статистика
| Выступление      | Выступление      | Выступление      | Лига | Лига | Кубки | Кубки | Конт. кубки | Конт. кубки | Итого | Итого |
| Клуб             | Лига             | Сезон            | Игры | Голы | Игры  | Голы  | Игры        | Голы        | Игры  | Голы  |
| ---------------- | ---------------- | ---------------- | ---- | ---- | ----- | ----- | ----------- | ----------- | ----- | ----- |
| Варбергс ГИФ     | Дивизион 4       | 2013             | 1    | 1    | 0     | 0     | 0           | 0           | 1     | 1     |
| Варбергс ГИФ     | Дивизион 4       | 2014             | 18   | 5    | 0     | 0     | 0           | 0           | 18    | 5     |
| Варбергс ГИФ     | Дивизион 4       | 2015             | 19   | 4    | 0     | 0     | 0           | 0           | 19    | 4     |
| Варбергс ГИФ     | Дивизион 3       | 2016             | 16   | 4    | 0     | 0     | 0           | 0           | 16    | 4     |
| Варбергс ГИФ     | Итого            | Итого            | 54   | 14   | 0     | 0     | 0           | 0           | 54    | 14    |
| Твоокер          | Дивизион 2       | 2017             | 24   | 7    | 2     | 2     | 0           | 0           | 26    | 9     |
| Твоокер          | Дивизион 1       | 2018             | 26   | 3    | 4     | 0     | 0           | 0           | 30    | 3     |
| Твоокер          | Дивизион 1       | 2019             | 28   | 6    | 2     | 0     | 0           | 0           | 30    | 6     |
| Твоокер          | Итого            | Итого            | 78   | 16   | 8     | 2     | 0           | 0           | 86    | 18    |
| Варберг          | Алльсвенскан     | 2020             | 25   | 1    | 2     | 0     | 0           | 0           | 27    | 1     |
| Варберг          | Алльсвенскан     | 2021             | 24   | 1    | 1     | 0     | 0           | 0           | 25    | 1     |
| Варберг          | Итого            | Итого            | 49   | 2    | 3     | 0     | 0           | 0           | 52    | 2     |
| Всего за карьеру | Всего за карьеру | Всего за карьеру | 181  | 32   | 11    | 2     | 0           | 0           | 192   | 34    |